# Du bi quan wang da po xue di zi
Du bi quan wang da po xue di zi (獨臂拳王大破血滴子) è un film del 1976 diretto da Jimmy Wang Yu.
È un film di arti marziali gongfu (inedito in Italia), seguito di Con una mano ti rompo con due piedi ti spezzo (獨臂拳王, Dop Bey Guan Wang), sempre diretto e interpretato da Wang Yu nel 1971 e distribuito in Italia nell'aprile 1973.

## Trama
Protagonista del film è fondamentalmente la ghigliottina volante, una strana e ingegnosa invenzione che unisce un cilindro con una sfera di ferro attaccata a una lunga catena. Una volta che l'arma si è attorcigliata alla testa di una persona, le lame facilmente decapitano la sfortunata vittima con un breve tiro della catena.
Nel 1730, durante il regno dell'imperatore Yung Cheng, molti maestri di kung fu vengono arruolati per uccidere i fedeli della vecchia dinastia Ming. Questi esperti del combattimento vengono addestrati a usare la temibile arma della ghigliottina. Uno di questi, il cieco maestro Fung Sheng Wu Chi travestito da monaco buddista, ha il compito di sorvegliare la regione dello Han piena di rivoluzionari e ucciderli se necessario. Egli vive sulle montagne con due suoi discepoli.
Una volta appreso che i due fedeli sono stati uccisi dal pugile mutilato, Fung Sheng parte alla ricerca del guerriero per vendicare i suoi defunti adepti (i monaci tibetani uccisi nel film precedente di Wang Yu, Con una mano ti rompo con due piedi ti spezzo). Il pugile mutilato lo ucciderà dopo averlo attirato in un negozio di bare disseminato di trappole.

## Colonna sonora
I brani utilizzati nel film sono "Super" e "Super 16" della krautrock band Neu!, altre sono porzioni dall'album "Rubycon" dei Tangerine Dream e dalle composizioni "Mitternacht" e "Morgenspaziergang" dall'album Autobahn dei Kraftwerk. Sono inserimenti della distribuzione occidentale mentre nella versione cinese la musica è del famoso compositore ed attore Frankie Chan.
Ciononostante, visto il ritorno del film alla popolarità, le vere band autrici dei brani usati illegalmente dai distributori occidentali nella colonna sonora hanno cominciato a richiedere un compenso monetario per la riproduzione del film in dvd. Mentre la distribuzione americana Pathfinder Pictures ha pagato la licenza, la compagnia australiana Eastern Eye ha rifiutato di farlo e ha creato invece una nuova colonna sonora.

## Influenze culturali
- Un recente omaggio ai film sulla ghigliottina volante si ha in Kill Bill: Volume 1, che usa il tema del film "Super 16" eseguita dai Neu!, durante la scena alla Casa delle Foglie Blu. Sempre in questo, l'unica arma di Gogo Yubari è un martello sferico con lame estraibili che può essere considerato un omaggio ai film originali su quest'arma.
- Le abilità del personaggio di Dhalsim della serie Street Fighter comprendono anche quelle di un combattente indiano che compare nel film.
- La band dei From First to Last cita questo film nel loro album Dear Diary, my teen angst has a body count, intitolando una canzone come "The One Armed Boxer against the Flying Guillotine".
- L'album Master of the Flying Guillotine, realizzato dai Jumpsteady nel 2005 include degli spezzoni di film inseriti tra le tracce.